# Powiat Słupski
Der Powiat Słupski ist ein Powiat (Kreis) in der Woiwodschaft Pommern in Polen. Hauptort ist die kreisfreie Stadt Słupsk (Stolp). Der Powiat hat eine Fläche von 2304 km², auf der rund 98.500 Einwohner leben.

## Gemeinden
Der Powiat Słupski umfasst eine Stadtgemeinde, zwei Stadt-und-Land-Gemeinden, deren gleichnamiger Hauptort das Stadtrecht besitzt, sowie sieben Landgemeinden:
Einwohnerzahlen vom 31. Dez. 2016

### Stadtgemeinde
- Ustka (Stolpmünde) – 15.812

### Stadt-und-Land-Gemeinde
- Kępice (Hammermühle) – 9363
- Kobylnica (Kublitz) – 11.858

### Landgemeinden
- Damnica (Hebrondamnitz) – 6222
- Dębnica Kaszubska (Rathsdamnitz) – 9770
- Główczyce (Glowitz) – 9251
- Potęgowo (Pottangow) – 7031
- Redzikowo (Reitz) – 17.383
- Smołdzino (Schmolsin) – 3427
- Ustka (Stolpmünde) – 8384

## Nachbarlandkreise
|                           | Ostsee                                      |                           |
| Powiat Sławieński Schlawe | Kompassrose, die auf Nachbargemeinden zeigt | Powiat Lęborski Lauenburg |
| Powiat Koszaliński Köslin | Powiat Bytowski Bütow                       |                           |